# Оге Харейде
Оге Харейде (на норвежки: Åge Hareide) е бивш норвежки футболист и настоящ треньор на националния отбор на Дания.
Като футболист е играл в норвежките Хьод и Молде, и английските Манчестър Сити и Норич.
За националния отбор на Норвегия записва 50 мача между 1976 и 1986, реализирайки 5 гола в тях.

## Кариера

### Кариера като футболист
Започва кариерата си през 1970 в отбора на Хьод. През 1976 преминава в Молде, където прекарва пет години, преди да премине в Манчестър Сити през 1981. Там остава само за един сезон, и през 1982 преминава в отбора на Норич. През 1984 се завръща в Молде, където през 1987 завършва кариерата си.
Между 1976 и 1986 записва 50 мача за националния отбор, като в тях реализира общо 5 гола.

### Треньорска кариера
В треньорската са кариера, Харейде е успявал да стане шампион на три различни страни – Норвегия, Швеция и Дания. По този фактор той се нарежда редом до Тронд Солиед и Свен-Йоран Ериксон, докато Ернст Хапел и Джовани Трапатони са успявали да спечелят първенството в четири държави.
Харейде започва треньорската си кариера през 1985 в Молде. През 90-те е спряган неколкократно за треньор на Манчестър Сити и Лийдс Юнайтед, но така и не се завръща в Англия като треньор.
В края на 2003 е обявен за треньор на националния отбор на Норвегия, замеяйки Нилс Семб. На 8 декември 2008, след като не успява да класира отбора на нито едно голямо първенство, и неубедителен старт на световните квалификации, Харейде подава оставка.
Между 10 юни 2009 и 1 декември 2009 е треньор на шведския Йоргрюте. През декември 2009 е обявен за треньор за треньор на норвежкия отбор Викинг. Начело на отбора е през общо два сезона, като в първия отборът завършва на 9-о място, а във втория – на 11-о, като вследствие от тези слаби резултати Харейде подава оставка.
В средата на сезон 2012, в качеството си на последния треньор, печелил титлата начело на Хелсингборг, е назначен за временен треньор на отбора.
На 9 януари 2014 е назначен за треньор на актуалния тогава шведски шампион Малмьо. Под негово ръководство отборът успяна да дублира титлата си. Успява да класира Малмьо в Груповата фаза на Шампионската лига в два поредни сезона - 2014/15 и 2015/16. След като отборът губи титлата през сезон 2015 Харейде подава оставка.
На 10 декември 2015 е обявен за новия старши треньор на националния отбор на Дания, заменяйки напусналия Мортен Олсен. Официално започва своята работа на 1 март 2016. Дебютният му мач начело на отбора е на 24 март 2016, при победа с 2 - 1 срещу Исландия.